# Coleophora luteochrella
Coleophora luteochrella is een vlinder uit de familie kokermotten (Coleophoridae). De wetenschappelijke naam is voor het eerst geldig gepubliceerd in 2009 door Giorgio Baldizzone & Jukka Tabell.
De soort komt voor in Europa.

## Type
- holotype: "male, 4.IX.1973. leg. P. Grotenfelt."
- instituut: ZMH, Hamburg, Duitsland.
- typelocatie: "Portugal, Algarve pr. Bensafrim, Lusitania"